# 陳南箕
陳南箕（？—17世紀），字元聞，江西吉安府安福縣人，南明政治人物。

## 生平
陳南箕是崇禎九年（1636年）的副貢，北京失陷後和弟弟陳覯北望痛哭，為崇禎帝服斬衰；隆武年間獲授浙江道御史，福京失守後歸鄉，離棄妻子隱居江西、湖廣交界、人跡罕見的歐公山。陳南箕、陳覯二人一同隱居二十年，相對但不說話，有事向對方指手劃腳即明瞭意思，對訪客也只行拱手禮不和應；信件看完後立刻燒燬，詩詞亦不作存留、衣服不作清洗。最初他入山，無法通往嶺南，廣東的鹽貨不能送達，地方人民食用安徽鹽貨；後來淮陽陷入清朝，鹽貨從該處送達，因此他轉食清淡，就算糜粥不能果腹也怡然自得。成年時兄弟一同建造墳墓，設立左右穴，中間通門，預備死後相見；閒暇則攜帶水壺在穴內閱讀，最後兄弟都能完髮而死。

## 引用
1. 1 2  錢海岳《南明史·卷四十五·列傳第二十一》：陳南箕，字元聞，安福人。崇禎九年副貢。北京亡，與弟覯北望痛哭，為威宗斬衰。隆武時，授浙江道御史。福京亡，歸里，棄妻子入歐公山中。山界江、楚，峭壁懸崖，人跡不至。
2. ↑  錢海岳《南明史·卷四十五·列傳第二十一》：南箕、覯偕隱二十年，相對不語。有所欲，則覯視其顧盻指畫，輒喻意。問有來訪者，拱揖而已，與言不應，貽書不省，即火之，題咏不存稿。衣垢不澣。初入山，嶺南道絕，廣鹽不至，郡人食淮鹽。時淮陽久陷，鹽從淮至，遂不食食淡。即糜粥不充腹，怡然也。方弱冠，兄弟同營域，為左右穴，中通櫺，幾死後相見。暇則攜壺讀，且飲於穴。……兄弟終完髮死。